# Piacenza
Piacenza je grad i upravno središte istoimene pokrajine u sjevernoj Italiji.
Regionalni je trgovački centar za poljoprivredne proizvode. Jake su industrije stakla, sintetičkih tekstilnih vlakana, papira i poljoprivrednih poslova.
Znamenitost je renesansno-gotička katedrala, crkva sv. Antuna i palača Farnese.

## Vanjske poveznice

### Ostali projekti
|  | Zajednički poslužitelj ima još gradiva o temi Piacenza |